# Tetrops elaeagni
Tetrops elaeagni är en skalbaggsart som beskrevs av Plavilstshikov 1954. Tetrops elaeagni ingår i släktet Tetrops och familjen långhorningar.
Artens utbredningsområde är Kazakstan. Inga underarter finns listade i Catalogue of Life.